# Messier 15
Messier 15 ( M15 o *NGC 7078) és un cúmul globular situat en la constel·lació Pegàs. Va Ser descobert per Jean-Dominique Maraldi en 1746, mentre estudiava l'estel De Chéseaux, i inclòs en el catàleg de Charles Messier en 1764. En 1783 l'astrònom anglès William Herschel, per mitjà del seu gran telescopi reflector, va poder comprovar que estava format per milers d'estrelletes que s'apinyaven ràpidament cap a un nucli irresoluble. Wiliam Parsons, anys més tard, comprovaria de nou la naturalesa estel·lar del cúmul a l'individualitzar les seves estrelles perifèriques, però sense arribar a resoldre del tot el brillant i dens nucli.
El seu tipus espectral és F3: fotogràficament s'aprecia de color groguenc a causa de la gran quantitat d'estrelles gegants vermelles (de color groguenc o daurat) que conté.
De la seva velocitat radial, -106.6 km/s, es dedueix que s'aproxima a la Terra uns 383 760 km/h: aquesta velocitat és originada per la combinació de la seva velocitat orbital al voltant del nucli de la Via Làctia, a més de la velocitat pròpia del Sol i de la Terra.
M15 es troba a una distància de 33.600 anys llum de la Terra. Té una magnitud absoluta igual a -9.2, el que es tradueix a una lluminositat similar a 360.000 vegades la del Sol.
És un dels cúmuls globulares més densos que es coneixen a la nostra galàxia, la Via Làctia: el nucli d'aquest cúmul ha sofert una contracció, procés conegut com a col·lapse de nucli, amb un punt màxim de densitat (a l'esquerra del centre en la imatge de sota) que té un nombre enorme d'estrelles que envolten el que pot ser un forat negre.

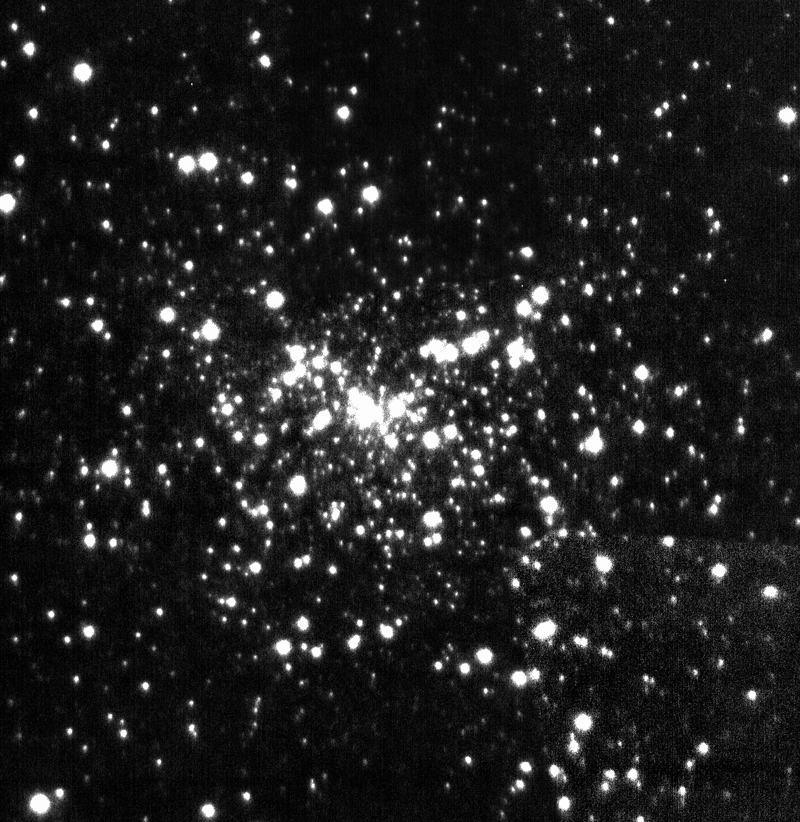
El nucli de M15

Conté un elevat nombre d'estrelles variables, 158 d'elles fins a l'any 2006: la majoria (104) són del tipus RR Lyrae encara que no falten les del tipus estrella variable Cefeida i altres de llarg període.
També s'han trobat almenys 9 púlsars en M15, incloent possiblement l'únic sistema conegut de púlsar binari. M15 alberga una de les quatre nebuloses planetàries conegudes en un cúmul globular, Pease 1 (o Kustner 648), descoberta fotogràficament en 1928 per l'astrònom nord-americà Francis Pease; per la seva velocitat radial pertany realment al cúmul. Pel que sembla va ser ejectada de la seva estrella progenitora, una estrella blava, fa només uns 4 000 anys.

## Observació
Per a un astrònom aficionat, M15 apareix com una estrella borrosa fins a en el més petit dels telescopis; telescopis de major grandària (almenys 150mm de diàmetre) comencen a revelar estrelles individuals, sent les més lluminoses de magnitud+12.6. Totes les seves variables (de magnitud 14 a 16) poden ser estudiades amb instruments mitjans (a partir de 200 mm d'obertura) dotats d'una càmera CCD.